# Francis C. Phillips
Francis Clifford Phillips (* 2. April 1850 in Pennsylvania; † 16. Februar 1920 in Ben Avon, Pennsylvania) war ein US-amerikanischer Chemiker.
Er ging in Philadelphia zur Schule (Akademie der Protestant Episcopal Church) und studierte ab 1866 an der University of Pennsylvania mit dem Bachelor-Abschluss (A.B.). 1871 bis 1873 setzte er sein Studium in Wiesbaden bei Carl Remigius Fresenius fort und war dessen Privatassistent und war am Polytechnikum Aachen bei Hans Heinrich Landolt als er wegen der Erkrankung seines Vaters zurückkehren musste ohne den beabsichtigten Abschluss. Er war zunächst Instructor am Delaware College und lehrte ab 1875 an der University of Pittsburgh und danach an der Western University of Pennsylvania, an der er vierzig Jahre lang bis zur Emeritierung 1915 lehrte und der Chemiefakultät vorstand. Neben Chemie unterrichtete er auch Geologie und Mineralogie und 1878/79 unterrichtete er auch am Pittsburgh College of Pharmacy. 1879 erhielt er einen Master-Abschluss (M.A.) der University of Pennsylvania und wurde an dieser 1893 promoviert (Ph.D.). Nach seiner Emeritierung 1915 forschte er in einem Labor des Mellon Institute.
Lange vor der chemischen Anwendung in der Petrochemieindustrie untersuchte er ab 1894 im Rahmen der chemischen Untersuchung des in Pennsylvania natürlich vorkommenden Erdöl und Erdgas die Katalyse der Oxidation von Kohlenwasserstoffen mit Katalysatoren wie fein verteiltem Palladium, Iridium, Platin, Rhodium und Osmium auf einer Asbestunterlage.
1919 wurde er Ehrendoktor der University of Pittsburgh.
1881 heiratete er Sarah Ormsby Phillips (Tochter des Bürgermeisters von Allegheny County).